# Venere di Laussel

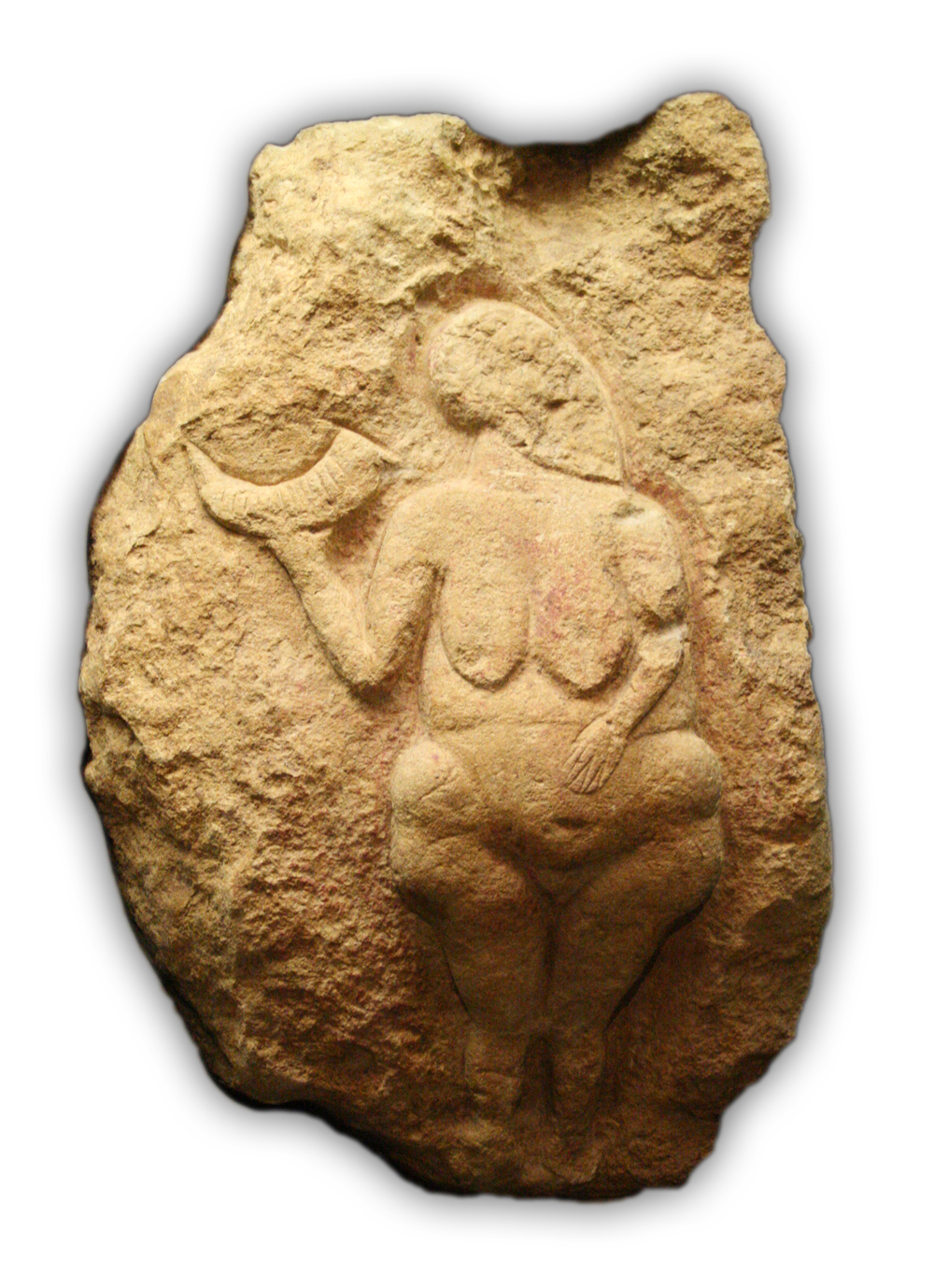
Venere di Laussel

La Venere di Laussel è una venere paleolitica alta circa 46 cm, scolpita in un bassorilievo e dipinta di ocra rossa; si stima che abbia un'età di circa 25.000 anni (Gravettiano).

## Descrizione
La cosiddetta Venere di Laussel, fra le opere più famose dell'arte paleolitica, raffigura a bassorilievo una donna alta circa 43 centimetri. Quest'opera fu scoperta da G. Lalanne, un medico, nel 1911, a Laussel, che si trova in una valle francese nei pressi del piccolo fiume Beune, in Dordogna, una zona del dipartimento francese dell'Aquitania non distante da un altro sito preistorico davvero eccezionale, la grotta di Lascaux. Il blocco di pietra su cui è scolpita la Venere era vicino a diverse rocce incise con teste di cavallo e a un blocco raffigurante la scena di un parto. Questo fatto indicherebbe che nella preistoria Laussel era una zona di culto legata alla procreazione e alla fertilità della donna. Forse queste statuine erano idoli (cioè oggetti da adorare), oppure amuleti (oggetti portafortuna) per assicurare la fertilità.

## Il linguaggio dell'opera
Il corpo ha un volume accentuato, perché è stata sfruttata la parte convessa del masso: così il profilo della figura sembra ricurvo, e sporge soprattutto nella zona del ventre. Il corpo è frontale, mentre la testa, ora priva di lineamenti, è di profilo. Il risalto che hanno seni, ventre e ombelico, l'uso del colore rosso (ocra) e la presenza del corno confermano che siamo di fronte a un simbolo della fertilità.